# Indomalayia flabellifera
Indomalayia flabellifera är en fjärilsart som beskrevs av George Francis Hampson 1896. Indomalayia flabellifera ingår i släktet Indomalayia och familjen mott. Inga underarter finns listade i Catalogue of Life.